# People Are People (musikalbum)
People Are People är ett samlingsalbum med Depeche Mode, släppt i USA den 2 juli 1984.

## Låtlista
1. People Are People – 3:45
2. Now This Is Fun – 3:23
3. Love, in Itself – 4:21
4. Work Hard – 4:22
5. Told You So – 4:27
6. Get the Balance Right! – 3:13
7. Leave in Silence (UK Single Version) – 4:00
8. Pipeline (Extended) – 6:10
9. Everything Counts (In Larger Amounts) – 7:20